# Benthana picta
Benthana picta är en kräftdjursart som först beskrevs av Brandt 1833.  Benthana picta ingår i släktet Benthana och familjen Philosciidae. Inga underarter finns listade i Catalogue of Life.